# The House of the Rising Sun
"The House of the Rising Sun" (tạm dịch: Căn nhà Rạng Đông) là một bài dân ca, đôi lúc được gọi là "Rising Sun Blues", kể về cuộc sống nghèo khổ ở New Orleans, Mỹ. Bài hát được biết đến nhiều nhất nhờ bản cover vào năm 1964 của The Animals khi đạt cú hit số 1 ở Anh, Mỹ, Thụy Điển, Phần Lan, Canada. Ở Việt Nam, tác phẩm với bản cover của ban nhạc đến từ Newcastle này cũng rất quen thuộc với những người hâm mộ trung niên.